# Waitakere City FC
El Waitakere City Football Club es un club de fútbol de la ciudad de Waitakere, Nueva Zelanda. Juega en la Northern League y tuvo su auge en los años 1990, cuando conquistó cinco veces la Liga Nacional y en tres ocasiones la Copa Chatham.

## Palmarés
- Liga Nacional de Nueva Zelanda (5): 1990, 1992, 1995, 1996 y 1997.
- Copa Chatham (3): 1994, 1995 y 1996.